# Svaz evangelicko-luterských církví
Svaz evangelicko-luterských církví (rusky Союз Евангелическо-лютеранских церквей, německy Bund der Evangelisch-Lutherischen Kirchen) je luterská denominace, sdružující regionální církve na území Ruska a dalších států, které historicky byly součástí Ruského impéria, resp. SSSR. Pod současným názvem a v současné organizační podobě funguje od roku 2015. Dříve (v letech 1988–2015) svaz nesl názvy Evangelicko-luterská církev v Rusku a dalších státech, Evangelicko-luterská církev v Rusku, na Ukrajině, v Kazachstánu a střední Asii a Německá evangelicko-luterská církev v SSSR.
Svaz ELC tvoří šest církví a několik autonomních sborů; členské církve jsou tyto:
- Evangelicko-luterská církev Ruska, která sestává ze dvou regionálních církví (diecézí):
  - Evangelicko-luterská církev evropské části Ruska
  - Evangelicko-luterská církev Uralu, Sibiře a Dálného východu (co do rozlohy největší luterská církev na světě)
- Německá evangelicko-luterská církev Ukrajiny
- Evangelicko-luterská církev v Republice Kazachstán
- Evangelicko-luterská církev v Kyrgyzské republice
- Evangelicko-luterská církev v Gruzii
- Evangelicko-luterská církev v Uzbekistánu

(Dříve náležela ke svazu i luterská církev v Bělorusku.)
Ve Svazu je sdruženo na 430 sborů; členská základna činí asi 25 tisíc osob.
V čele církve stojí arcibiskup Vladimir Provorov; úřad předsedy kolegia biskupů zastává Alexander Scheiermann.
Sídlem církve je Petrohrad, poblíž v obci Novosaratovka se i nachází její teologický seminář.

## Galerie kostelů

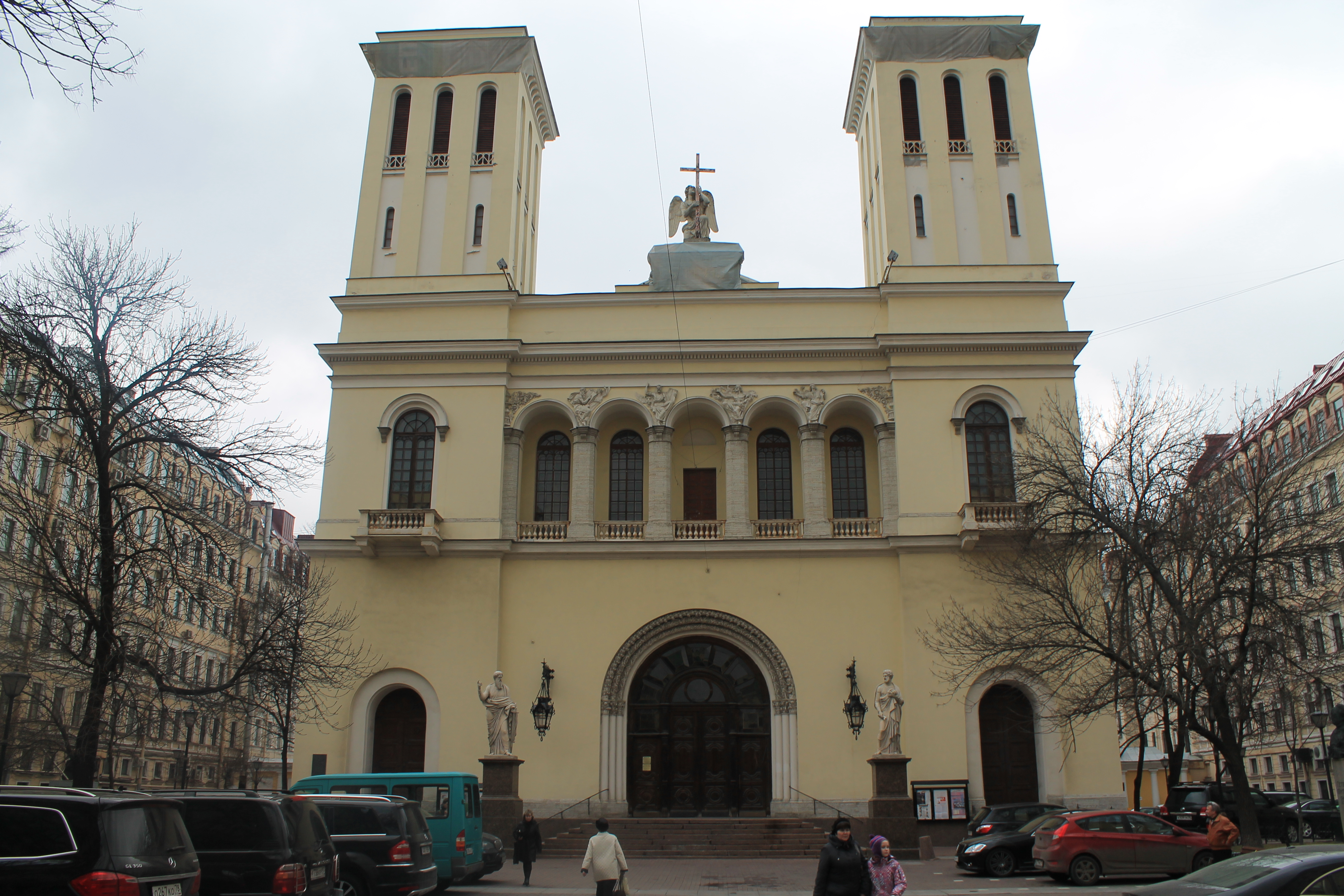
Kostel sv. Petra a Pavla v Petrohradě
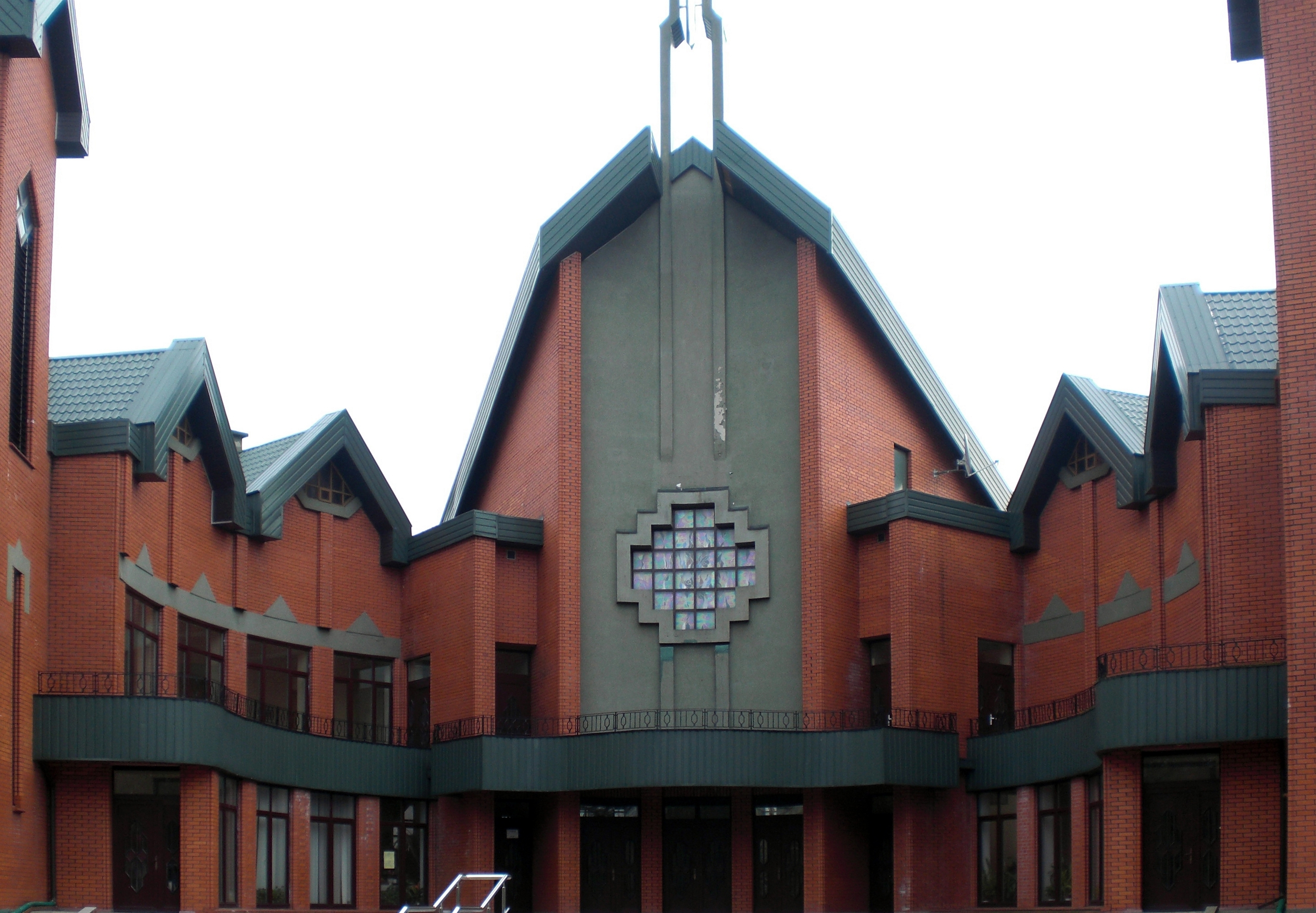
Kostel Zmrtvýchvstání v Kaliningradu
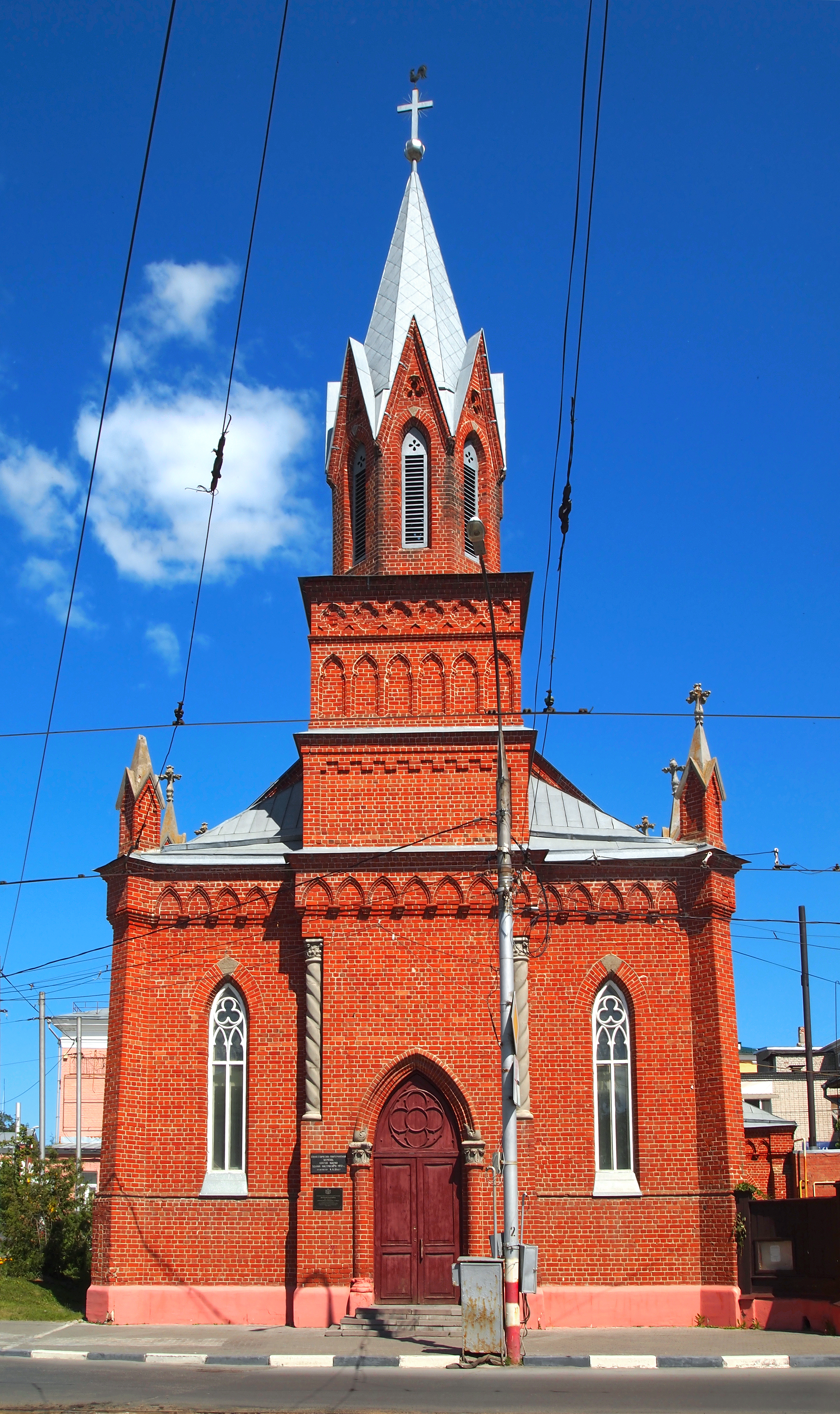
Kostel sv. Marie v Uljanovsku
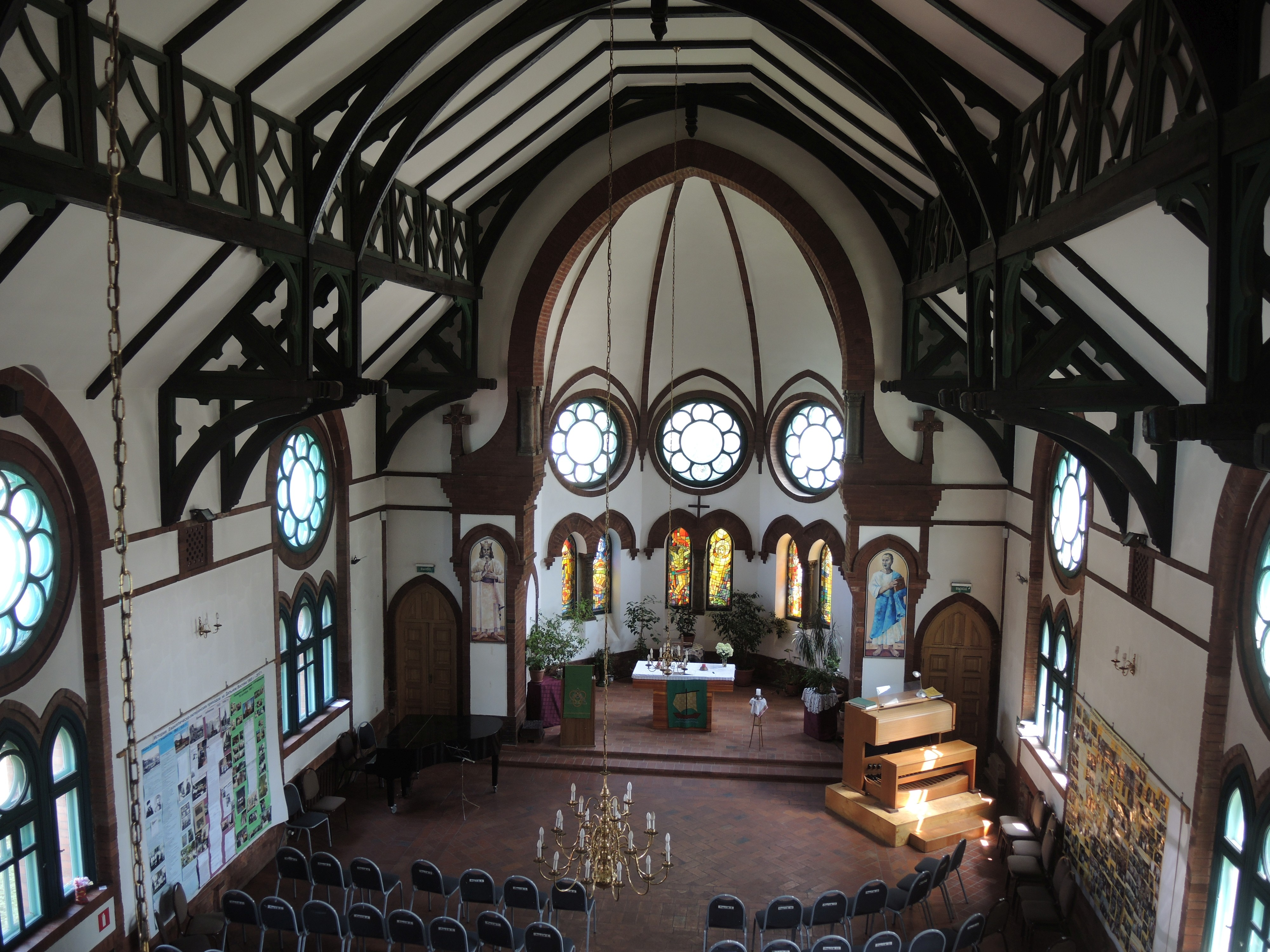
Kostel sv. Pavla ve Vladivostoku
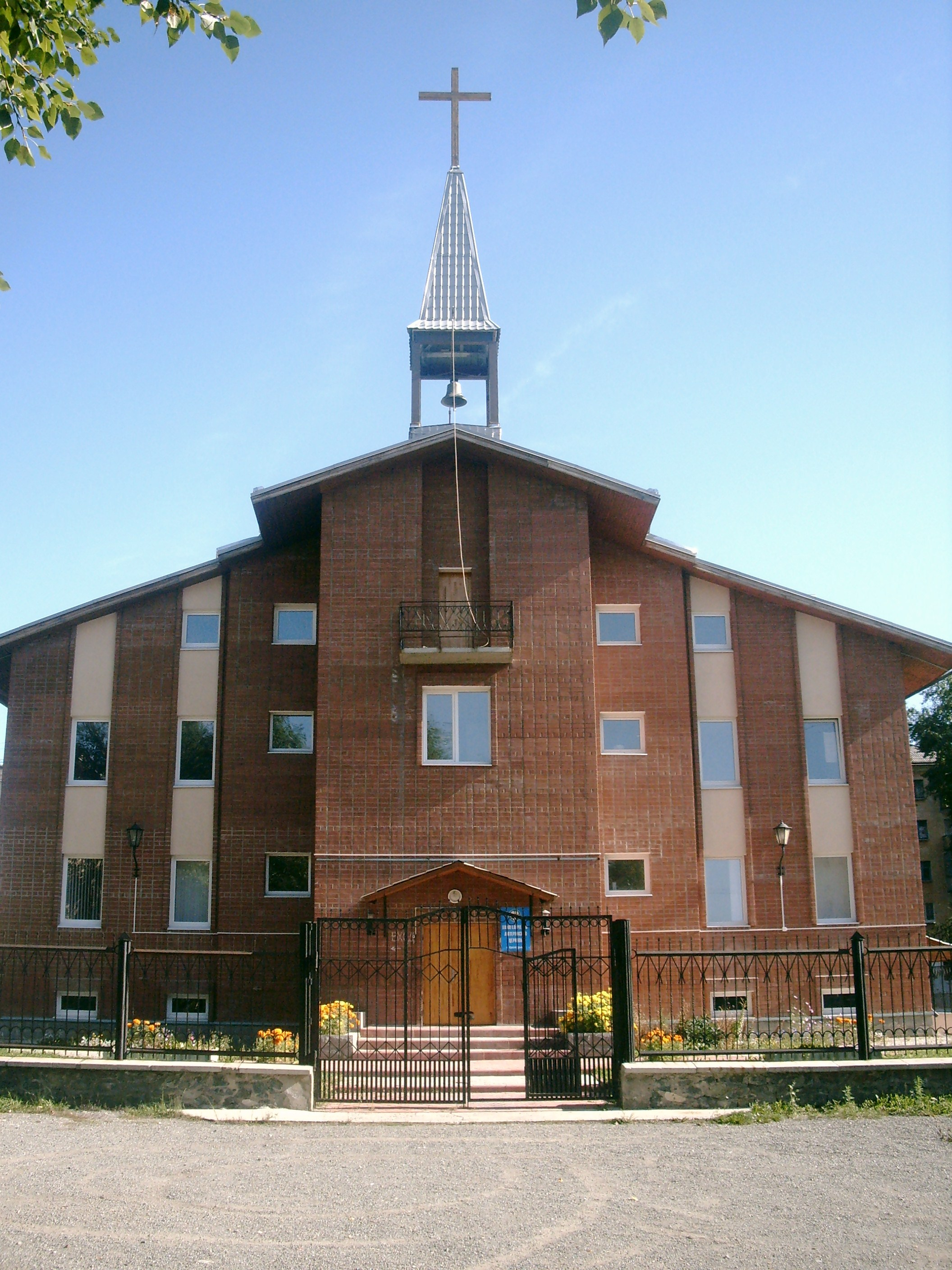
Kostel v Krasnoturjinsku
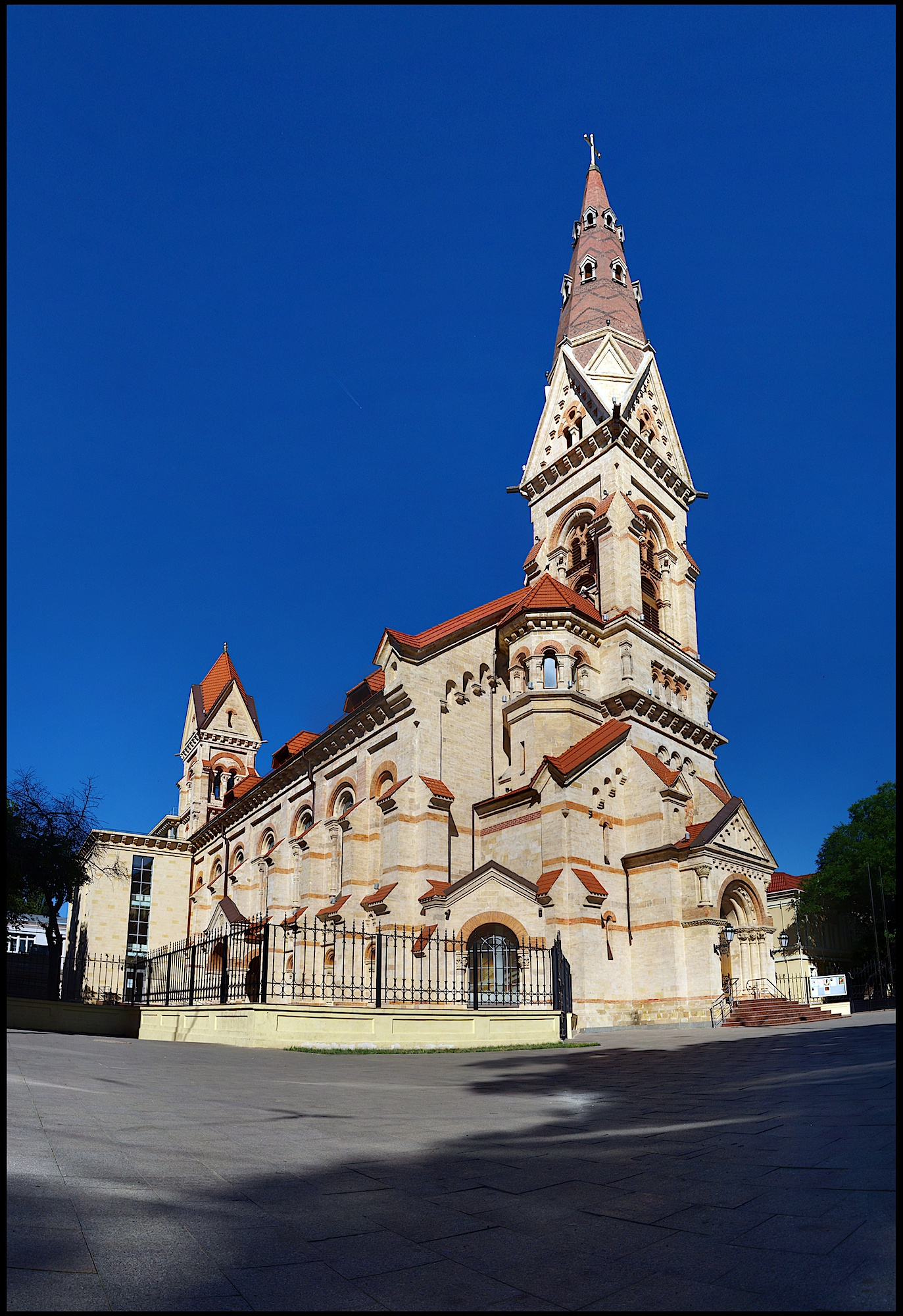
Kostel sv. Pavla v Oděse
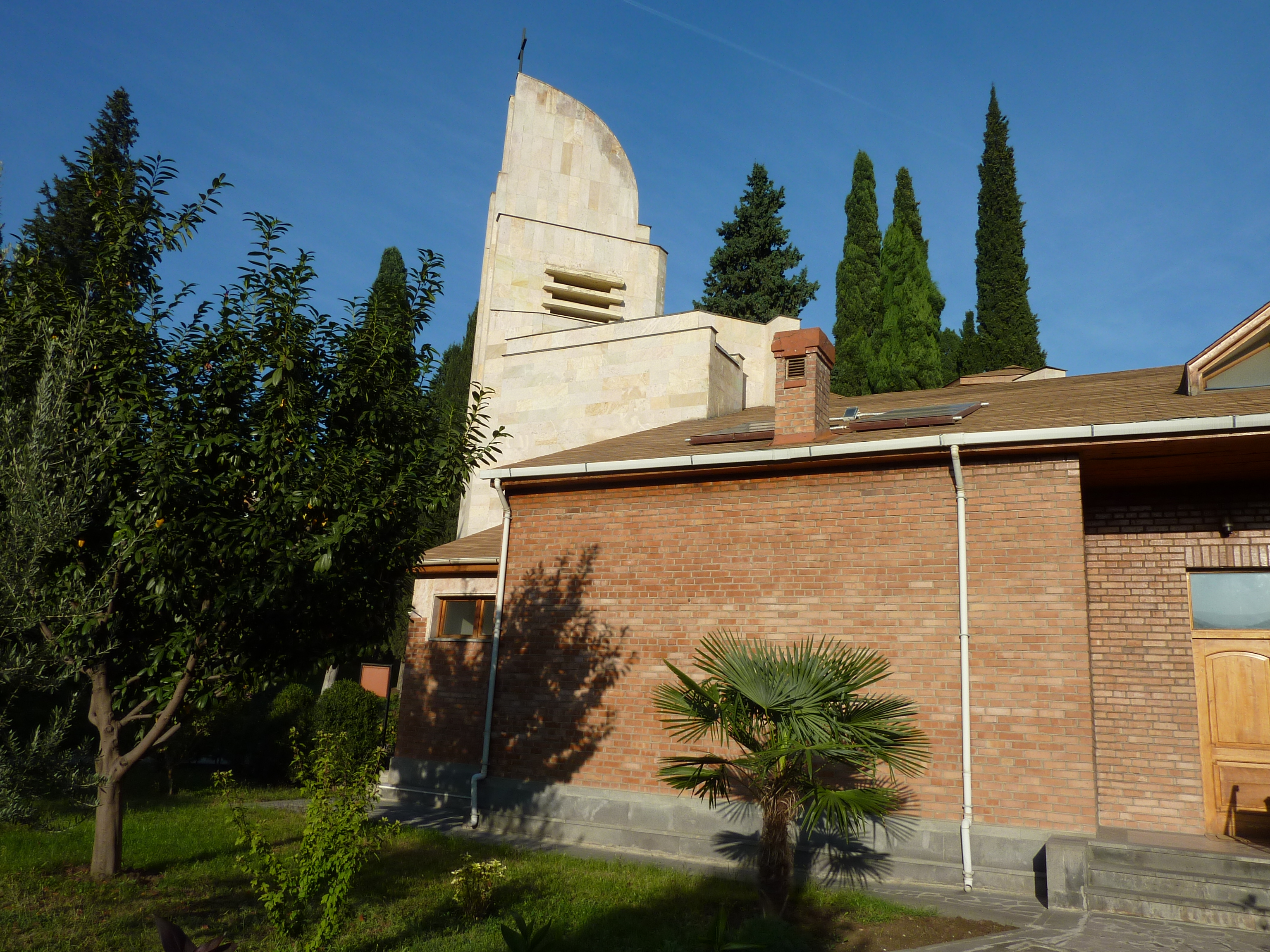
Kostel Smíření v Tbilisi
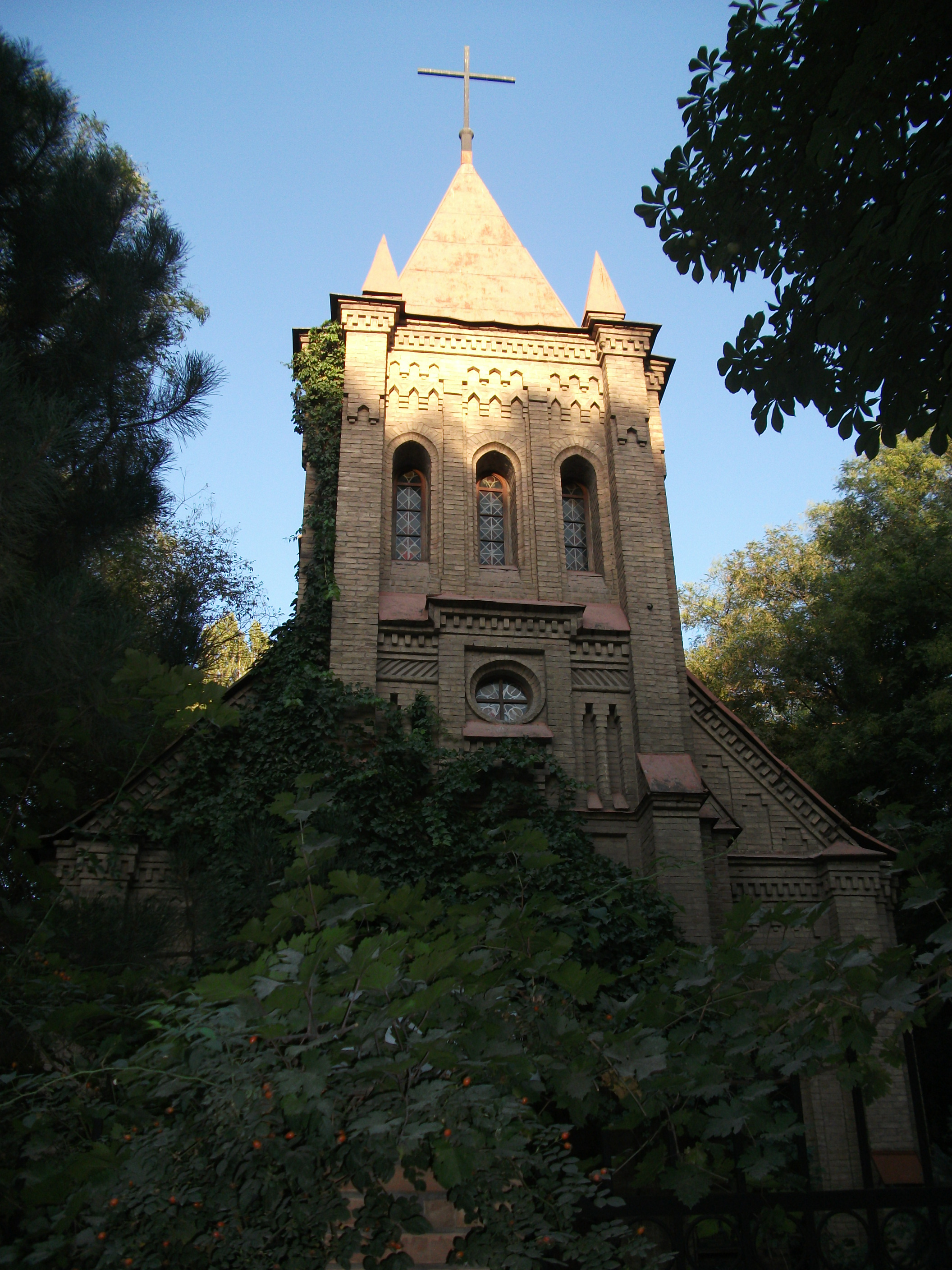
Kostel v Taškentu